# Nomen dubium
Ein Nomen dubium (lat. für: „zweifelhafter Name“, Plural: Nomina dubia) bezeichnet in der zoologischen Nomenklatur einen wissenschaftlichen Namen, der keinem Taxon sicher zugeordnet werden kann. Ursache kann verlorenes Originalmaterial (Typusmaterial) sein oder dem für die wissenschaftliche Erstbeschreibung verwendeten Material fehlen Bestimmungsmerkmale, um es eindeutig von ähnlichen Typen abzugrenzen.
Im 19. Jahrhundert sind beispielsweise einige Dinosaurier nach unzureichendem Fundmaterial beschrieben worden. So wurde Trachodon mirabilis lange Zeit als Hadrosauridae betrachtet, doch liegen seiner wissenschaftlichen Beschreibung Zähne ohne artspezifische Merkmale zugrunde. Die Beschreibung von Aachenosaurus gründet sich auf fossilem Holz, das mit Knochen verwechselt wurde.
Anders als ein Nomen nudum ist ein Nomen dubium ein valider (gültiger) Name, der auch als Synonym eines anderen Taxons genannt werden kann, da er den formalen Ansprüchen an eine wissenschaftliche Erstbeschreibung genügt. So galt das Nomen dubium Antrodemus in älterer Literatur als älteres Synonym und somit gültiger Name für den Raubdinosaurier Allosaurus. Lediglich aufgrund des Umstandes, dass Antrodemus nur ein unspezifischer Schwanzknochen zugeordnet ist, der nicht in Verbindung mit Allosaurus gebracht werden kann, ist Allosaurus der valide Name dieses Taxons.